# شاومي
شاومي (بالصينية: 小米科技) (بالإنجليزية: Xiaomi)‏ هي شَّرِكَة إلكترونيات صينيَّة مُتَعَدّدَة الجنسيّات أُسّست في أبريل 2010 ومقرها في بكين،  تعمل وتستثمر في مَجَالِ صناعة أَجهِزَة الهواتِف الذَكِيّة وتطبيقاتها والأَجهِزَة اللوحية وأجهزة الحاسوب المَحمُولة والأَجهِزَة المنزليَّة والحقائب والأحذية والإلكترونيّات الاستهلاكيّة والعديد مِن المُنتجات الأُخرى،  وفي 2017 كانت تُعد الشَّرِكَة الرابعة عالميًا بَعدَ أبل وسامسونج وهواوي. ولهَا عدَّة مقرَّات رئيسيَّة في سنغافورة وماليزيا والهند.
أَصَدَرَت شاومي أول هَواتِفها الذكية في أغسطس 2011،  وسُرعان مَا اكتسحت السوق الصيني وأصبحت أكبر شَّرِكَة هَواتِف ذكية في الصين في 2014،  وأصبحت رابع أكبر شَّرِكَة مصنعة للهَواتِف الذَكِيّة فِي العَالم في الرُبع الثاني مِن 2018،  طورت شاومي مَجمُوعَة واسعة مِن الأَجهِزَة الإلكترونيَّة الاستهلاكيّة ومنتجات المنزل الذَكِيّ بَلَغَت أَكثَرَ مِن 100 مليُون جهاز ذكي. وَفِي 2019 بلغَ عدد مُستخدمي واجهة أم آي يوه آي 291.6 مليُون مُستَخدم نشط شهريًا.
توسعت الشَّرِكَة إلى أسواق أُخرى خارج الصين الكبرى مِنهَا سنغافورة واليابان وكوريا الجنوبيَّة وروسيا وجَنُوبِ إفريقيا ومعظم البُلدان والمناطق في جَنُوبِ شَرق آسِيَا وأُورُوبَّا، ويبلغ عدد موظفيها 18,170 مُوَظَّف حول العَالَمِ،  وتُقدر ثَروَةِ مؤسسها ورئيسها التَّنفِيذِيِ لي جون بنحو 12.5 مِليار دُولَار أمريكيّ طبقًا "لمجلة فوربس،  وهي في المرتبة الرابعة في قَائِمَة أكبر الشَّرِكَاتِ الناشئة في مَجَالِ التِكنولوجيا فِي العَالم وتَبلُغ قيمَتها أَكثَرَ مِن 46 مِليار دُولَار أمريكي. احتلَّت المرتبة 468 في قَائِمَة فورتشن غلوبال 500 لعام 2019،  والمرتبة 422 في عام 2020،  وبلغت شحنات هواتفها المَحمُولة 125 مليون وَحدة في 2019 في المرتبة الرابعة عالميًا.
تُحاكي الشركة في أجهزتها وطريقة عَمَلِهَا شّركَة أبل الشّهِيرَة ويُطلق عَلَيهَا أحيانًا أبل الشرق أو أبل الصينية، وتعتمد على نظام أندرويد في أجهزتها وتعرضها بسعر أرخص مِن الأجهزة المُنافسة وبجودة مقاربة.

## معنى كلمة شاومي
اسم الشركة يعني الدخن وهو نوع من الحبوب صغير جدًا. رئيس الشركة قال إن المعنى الذي يفضل تقسيم الاسم إلى جزئين وهما xiao وmi والاولى وهي تعني الأرز وهو تعبيرًا عن الانتشار وmi عن المهمة الصعبة في إنتاجها لهواتف جيدة بسعر مناسب.

## التاريخ

### 2010 إلى 2014
أسِّست شركة شاومي في 6 أبريل 2010، وَكَانَ مِن مؤسسيها لي جون، ونائب رَئِيسَ معهد جوجل الصين للهندسة: لين بَينَ (林斌)"، ومدير مَركَزِ البَحثِ والتطوير في موتورولا بكين "تشو جوانجبينج (周光平)"، ورَئِيسَ قسم التصميم الصناعي في جامعة بكين للعلوم والتكنولوجيا "ليو دي (刘德)"، والمدير العام لقاموس كينغ سوفت "لي وانكيانغ (黎万强)"، و"هوانغ جيانغجي (黄江吉)"، وكَبِير مديري المنتجات في جوجل الصين "هونغ فنغ (洪峰)".
في جولتها التمويلية الأولى حصلت شاومي عَلَى تمويل مِن تماسيك القابضة، و«أيه دي جي كابيتال»، و"كامينغ فينتشر بارتنرز [الإنجليزية]"  وكوالكوم. وَفِي 16 أغسطس 2010 أَطلَقَت شاومي رسميًا واجهة مستخدم مِن تطويرها وهي «أم آي يوه آي» لنظام تشغيل أندرويد،  والَّذِي يشبه برنامج سامسونج «تتش-وز»، وبرنامج أبل «آي أو إس».
في أغسطس 2011 أعلنت عَن هاتفها الذكي الأول شاومي مي1 بنظام أندرويد وواجهة أم آي يوه آي وصدر في أسواق التكنولوجيا في آسِيَا وشَرق آسِيَا. وأعلنت شاومي عَن جهازها الذكي الثاني في أغسطس 2012 المسمى شاومي Mi2، والَّذِي شهد عدة تحسينات عَن الإصدار السَّابِقَ ويتمتيز بأحدث إصدار مِن نظام أندرويد،  وأعلنت عَن هاتفها الذكي الثالث "شاومي مي3 [الإنجليزية]" في سبتمبر 2013.
في 5 سبتمبر 2013 أعلن الرَّئِيس التنفيذي لشركة شاومي لي جون أن الشركة تخطط لإطلاق تلفزيون ذكي ثلاثية الأبعاد مقاس 47 بوصة،  والَّذِي ستقوم شركة ويسترون التايوانية المصنعة لِأَجهِزَة تلفزيون سوني بتجميعة،  حيث تستفيد شاومي مِن مهارة ويسترون كمورد لشركة سوني.
اكتسبت شاومي سمعة كَبِيرَة في السوق الصينية، وبحلول أكتوبر 2013 أصبحت العلامة التجارية الخامسة الأكثر استخدامًا للهواتف الذكية في الصين، وبلغت مبيعاتها في 2013 في سوق الهواتف الذكية 18.7 مليون هاتف ذكي.
في 2014 وسعت شاومي نشاطها خارج الصين وَكَانَ أول مقر دولي لَهَا هُوَ سنغافورة،  وسرعان مَا افتتحت مراكزها في ماليزيا والفلبين والهند،  وأعلنت عَن خططها للتوسع في إندونيسيا وتايلاند وروسيا وتركيا والبرازيل والمكسيك. وأطلقت شاومي أول هواتفها الذكية ريدمي و«شاومي مي3» في سنغافورة في 21 فبراير 2014،  وَفِي يوم الافتتاح نفذت أجهزة «مي3» خلال دقيقتين.
في مارس 2014 بدأ متجر «شاومي ستور أستراليا» ببيع هواتف شاومي المحمولة في أستراليا مِن خلال موقعه عَلَى الويب، وطلبت شاومي إغلاق المتجر وتوقف عن المبيعات في حوالي 25 يوليو 2014، وتم إغلاق الموقع في 7 أغسطس 2014، وَلَم تطالب شاومي بإغلاق مَوقِعِ إنترنت «ياتانغو» (موبي سيتي سابقًا) الَّذِي يبيع هواتف شاومي المحمولة في أستراليا ومقره هونغ كونغ، ولاحقًا تم إغلاق الموقع في أواخر 2015.
في 17 مارس 2014 أعلن الرَّئِيس التنفيذي لشركة شاومي لي جون عَن إطلاق هاتف «ريدمي نوت فابلت». واشترت شاومي مَجَالِ الإنترنت (mi.com) مقابل 3.6 مليون دولار أمريكي في أبريل 2014، ليحل محل (xiaomi.com) كنطاق شاومي الرسمي وهُوَ أغلى اسم نطاق يتم شراؤه في الصين.
في ديسمبر 2014 أكملت شاومي جولة تمويل جمعت فِيهَا أَكثَرَ مِن مليار دولار أمريكي، وأرتفعت قيمتها إِلَى أَكثَرَ مِن 45 مليار دولار أمريكي وأصبحت واحدة مِن أكبر شركات التكنولوجيا الخاصة العَالَمِ،  وكَانَت الجولة التمويلية بقيادة شركة التكنولوجيا «أول ستارز للاستثمار المحدودة» الَّتِي يديرها المحلل السَّابِقَ في مورغان ستانلي «ريتشارد جي». وَفِي العام ذاته باعت الشركة أَكثَرَ مِن 60 مليون هاتف ذكي.

### 2015 إلى 2018
أصدرت شاومي الهاتف الذكي «شاومي مي 5» في 24 فبراير 2016، وَفِي يوليو 2016 أصبح الفنانون الصينيون مِثل «ليو شيشي» و«وو شيوبو» و«ليو هاوران» أول سفراء لسلسلة شاومي ريدمي في الصين. وَفِي يناير 2017 أصدرت شاومي رسميًا هاتفها «ريدمي نوت 4».
في 19 أبريل 2017 أصدرت شاومي هاتف «شاومي مي 6»، وأصدرت «مي ماكس 2» في 25 مايو، وأصدرت الإصدار التَّاسِعِ مِن واجهة المستخدم «أم آي يو آي». وَفِي 5 سبتمبر أصدرت جهاز «شاومي مي أيه 1» وهُوَ أول هاتف ذكي يعمل بنظام أندرويد ون، وقالت شاومي أنها عملت مَعَ جوجل منذ ستة أشهر لإنتاج «مي أيه 1» الذكي بنظام أندرويد، وَفِي سبتمبر مِن العام ذاته أصدرت جهاز «شاومي مي مكس 2».
في الربع الثالث مِن عام 2017 تفوقت شاومي عَلَى سامسونج لتصبح العلامة التجارية الأولى للهواتف الذكية في الهند، حيث باعت شاومي 9.2 مليون جهاز في الربع الثالث مِن 2017.
في أبريل 2018 أصدرت شاومي طراز «شاومي مي مكس 2 إس» الَّذِي خلف «شاومي مي مكس 2»،  وأصدرت أيضًا جهاز «مي 6 إكس» الَّذِي خلف جهاز «مي 5 إكس»، وَفِي مايو مِن العام ذاته تقدمت شاومي للاكتتاب العام في بورصة هونغ كونغ حيث تهدف لجمع 10 مليارات دولار في الاكتتاب العام الأولي الَّذِي تتوقع أن يكون أكبر اكتتاب أولي فِي الْعَالم منذ 2014.

#### التوسع في الخارج

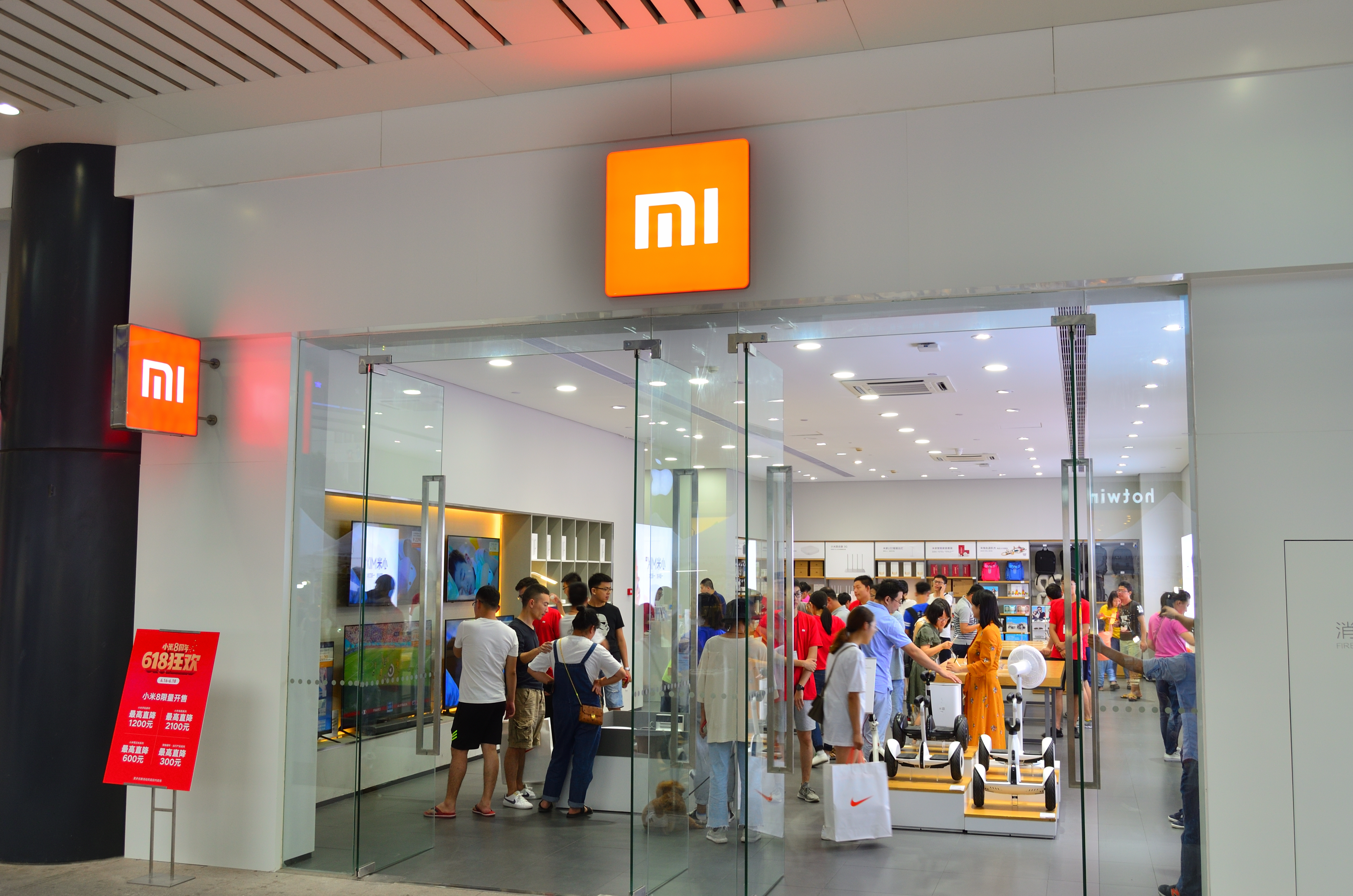
"متجر مي" في هانغتشو في عام 2018

في أبريل 2015 أعلنت شركة شاومي أنها ستتيح بيع هواتف «مي» عبر موقعين لِلتِجَارَةِ الإلكترونية في الهند، وعبر تجار التجزئة لأول مرة،  وَفِي 23 أبريل اجتمع الرَّئِيس التنفيذي لشركة شاومي لي جون مَعَ نائب رَئِيسَ شاومي هوجو بارا للإعلان عَن هاتف ذكي جَدِيد بِاِسمِ شاومي "MI4I" في الهند، وهُوَ أول هاتف يتم إطلاقه في الهند وَفِي نفس الحدث أصدرت شاومي أيضًا هاتف «شاومي مي باند»، واستحوذت شركة «راتان تاتا» عَلَى حصة في شاومي في 27 أبريل 2015.
في 30 يونيو 2015 أعلنت شاومي عَن توسعها في البرازيل وإطلاق جهاز ريدمي 2 محلي الصنع، وهي المرة الأولى الَّتِي تُجَمعِ فِيهَا الشركة هاتفًا ذكيًا خارج الصين،  وسرعان مَا غادرت الشركة البرازيل في النصف الثاني مِن 2016. ودخلت بنغلاديش عبر شركة «سولار إلكترو بنجلاديش المحدودة» في أغسطس 2016،  وعقدت اتفاقية شِراكَةِ مَعَ «إيه بي سي داتا» في سبتمبر 2016 لتوفير أجهزتها الذكية في الاتحاد الأوروبي.
أصبحت شاومي العلامة التجارية الأولى للهواتف الذكية في الهند في يناير 2017،  وأصدرت هواتف «مي» و«ريدمي نوت» في باكستان في فبراير،  وَفِي مايو أفتتحت متجرين «مي هوم» في الهند وبنغلاديش،  ولاحقًا أفتتحت أول متجر «مي ستور» في باكستان،  وَفِي أكتوبر 2017 أفتتحت أول متجر «مي ستور» في الاتحاد الأوروبي في أثينا باليونان،  وأتاحت أجهزة «مي أيه 1» و«مي شاومي مي مكس 2» الذكية في إسبانيا في نوفمبر 2017.
في 20 فبراير 2018 افتتحت شاومي أول متجر «مي ستور» في الفلبين،  وَفِي مارس أعلن الرَّئِيس التنفيذي لشركة شاومي «لي جون» أن الشركة تفكر في دخول السوق الأمريكية، وأنها ستطلق أجهزتها في سوق الهواتف الذكية في الوَلاَياتِ المتحدة بحلول أواخر 2018 أَو أوائل 2019.
في مايو 2018 افتتحت شاومي أول متجر لَهَا في العاصمة الفرنسية باريس،  وأفتتحت متجر آخر في إيطاليا في ميلانو، وأعلنت عَن عقدها شِراكَةِ مَعَ شركة «هاتشيسون 3 جي» لبيع هواتفها الذكية في المملكة المتحدة وأيرلندا والنمسا والدنمارك والسويد،  وبَدَأتِ شاومي في بيع بعض منتجاتها المنزلية الذكية في الوَلاَياتِ المتحدة مِن خلال شركة أمازون.
افتتحت شاومي مكتبها في بنغلاديش في يوليو 2018، وتهدف لِإِنشاءِ مصنع في بنغلاديش خلال عامين،  وأفتتحت متجرها الرابع «مي هوم» في الهند في سبتمبر 2018.

### 2019 إلى الوقت الحاضر
في مارس 2019 حصلت شاومي بالشِراكَةِ مَعَ مجموعة «إيه إم تي دي» (بالإنجليزية: AMTD)‏ عَلَى أحد تراخيص البنوك الافتراضية الثمانية في هونغ كونغ،  وطرحت الشركة في الشهر ذاته هاتف «شاومي مي 9» الَّذِي يحتوي عَلَى ماسح ضوئي لبصمات الأصبع في شاشته.
في فبراير 2020 أَطلَقَت شاومي هاتفها الرائد «شاومي مي 10 فايف جي» (بالإنجليزية: Xiaomi Mi 10 5G)‏ و«شاومي مي 10 برو فايف جي»، وَفِي أكتوبر مِن العام ذاته تجاوزت شاومي شركة أبل وأصبحت ثالث أكبر صانع للهواتف الذكية فِي الْعَالم مِن حيث حجم الشحن، بَعدَ إنتاجها 46.2 مليون هاتف في الربع الثالث مِن عام 2020. وَفِي ديسمبر 2020 أَطلَقَت هاتفها الرائد شاومي مي 11.
في يناير 2021 أَطلَقَت شاومي هاتفها الذكي الرائد التالي «شاومي مي 10 آي فايف جي» (بالإنجليزية: Xiaomi Mi 10i 5G)‏،  وَفِي 19 يناير رفعت شركة كيه بي إن وهي شركة اتصالات أرضية وهاتفية هولندية، دعوى قضائية ضد شاومي تتهمها بانتهاك براءات الاختراع الخاصة بها، وطلبت بتعويضات مالية، وكَانَت كيه بي إن قد رفعت دعاوى قضائية بسبب براءات الاختراع ضد سامسونج في 2014 و2015 في محكمة في تكساس.
في 25 فبراير 2021 كشفت شاومي عَن هَواتِف ريدمي «كي 40» و«كي 40 برو» (بالإنجليزية: K40 Pro)‏ و«كي 40 برو+» المزودة بكاميرا بدقة 108 ميجابكسل وبمعالج «سناب دراغون 888». وَفِي مارس 2021 أَعلَنَت عَن هَواتِف ريدمي نوت 10،  و«نوت 10 برو».
في 30 مارس 2021 أَعلَنَت شاومي عَن عزمها الاِستِثمَار في السيَّارات الكهربائيّة بمبلغ 10 مِليار دُولَار أمريكيّ خِلال العشر السنوات القادمة،  وَفِي اليوم التالي أَعلَنَت عَن شعارها الجَدِيد الَّذِي صممه كينيا هارا.

## نموذج العَمَل

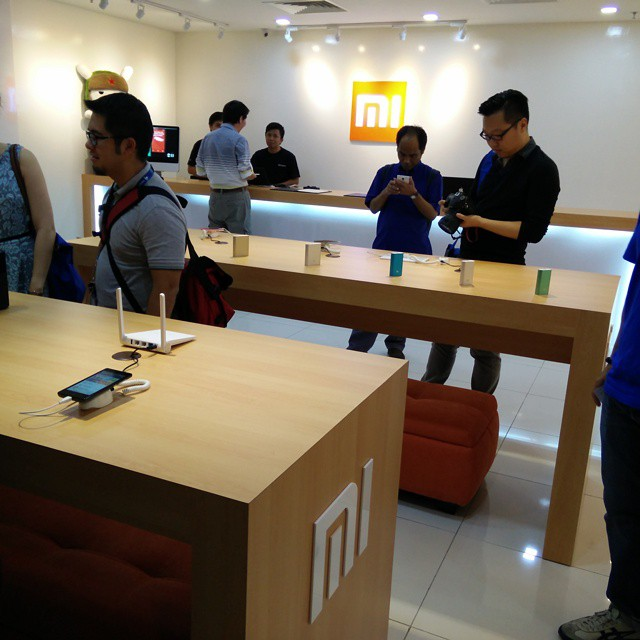
مركز خدمة شاومي الحصري لدعم العملاء في كوالالمبور.

قال الرَّئِيس التنفيذي لشركة شاومي «لي جون» إن شاومي تسعر هواتفها الذكية بأسعار مقاربة لتكلفة الصنع،  دُونَ المِسَاسِ بجودة مكوناتها وأدائها،  وأنها تستفيد مِن مبيعات الأجهزة الطرفية المتعلقة بالهاتف ومنتجات المنزل الذكي والتطبيقات ومقاطع الفيديو والموضوعات عبر الإنترنت لِزِيادَةِ الأرباح،  وترى الشركة أن مبيعات الأجهزة وسيلة لتقديم البَرامِجِ وَالخِدماتِ عَلَى المدى الطويل.
لَم تفتح شاومي متاجر لبيع أجهزتها في البداية، وكَانَت تهدف مِن ذَلِك لتقليل التكاليف العامة، حيث كَانَت تبيع مُنتجاتها عبر متجرها الإلكتروني، ولكن في السنوات الأخيرة فتحت 54 متجرًا لمنافسة الشركات الأخرى في الأسواق الصينية، كما تخلت عَن الإعلانات التقليدية وبَدَأتِ تَعتَمِدَ عَلَى خِدماتِ الشبكات الاجتماعية والكلمات الشفهية للترويج لمنتجاتها.
وتقول شاومي أنها تستمع لملاحظات العملاء وتوفر لهم فرصة لاختبار وتجربة الميزات القادمة،  ويقضي مديرو منتجات شاومي الكثير مِن الوَقتِ في تصفح منتديات مستخدمي الشركة، ومتابعة مقترحاتهم ونقلها إلى المهندسين، ويُمكِن لشاومي تحويل المقترحات إلى منتجات خلال أسبوع، حيث تشحن شاومي مجموعات جديدة مِن الهواتف في كل يوم الثلاثاء، تحتوي الأجهزة الجَدِيدَةِ عَلَى تصميمات البَرامِجِ الجَدِيدَةِ وتعديلات طفيفة عَلَى الأجهزة، وتطلق عَلَى هذه العملية «التصميم كما تبني».
تميمة شاومي يُدعى "Mitu" وهُوَ أرنب أبيض يرتدي يوشانكا المعروف محليًا بِاِسمِ «قبعة لي فينغ»، مَعَ نجمة حمراء ووشاح أحمر حول رقبته.

## العلّامات التجاريَّة
بوكو (بالإنجليزية: POCO)‏ هي علامة تجاريَّة فرعيَّة مَمْلُوكَة لِشَرِكَة شاومي الصينيَّة للإلكترونيات، أَعلَنَت شاومي عنها لأول مرَّة في أغسطس 2018،  وأصبَحَت علامة تجاريَّة فرعيَّة منفصلة لِشَرِكَة شاومي في 17 يناير 2020 مع أجهزة ذات مستوى مبتدئ ومتوسط المدى،  وتستخدم هواتف بوكو واجهة مُستَخدم «شاومي أم آي يوه آي» على نظام أندرويد.
أَصَدَرَت شاومي أول هاتف بوكو في 2018 في الهند على موقع شاومي الإلكترونيّ، وأصبَحَ على الفور من أكثر الهواتف مبيعًا، وفي الربع الرابع من عام 2018 كانَ بوكوفون إف 1 الهاتف الذكي الأكثر مبيعًا على الإنترنت في الهند، متفوقًا على منافسه هاتف ون بلس 6. حيثُ تم بيع 700 ألف وحدة حتَّى 6 ديسمبر 2018. ويُشارُ إلى بوكو فون "(بالإنجليزية: Pocophone)‏" أحيانًا على أنَّهُ «القاتل الرائد» لتقديمه مواصفات عالية الجودة بِأسْعَار مناسبة.

## المُنتجات
أنتجت الشركة العديد من المُنتجات، ويعودَ نجاحها السريع لقدرتها على التميز في عالمِ أندرويد حسب مراقبون،  وتشمل هواتفها الذكية: «مي سيريس» و«مي نوت سيريس» و«مي ماكس سيريس» ومي ماكس وريدمي وبوكو،  وبِالإضافة إلى ذلك تبيع شاومي الأجهزة القابلة للارتداء وملحقاتها، وأجهزة التلفاز الذكية ومكبرات الصوت، والأجهزة اللوحية وأجهزة الكمبيوتر المحمولة والأجهزة المنزلية الذكية.
تعمل شاومي على نموذج متكامل رأسياً يُمكّن الشركة من بيع الأجهزة بسعر تكلفة التصنيع [الإنجليزية] أو أقل لجذب المستخدمين وكسب المال عن طريق بيع المحتوى،  حيثُ تحافظ شاومي على أسعارها منخفضة أو قريبة من تكاليف التصنيع من خِلال الاحتفاظ بمعظم منتجاتها في السوق لفترة طويلة تبلغ ثمانية عشر شهراً بدلاً من معيار الستة أشهر الذي تتبعه العديد من شركات الهواتف الذكية. وتقول الشركة إنها تبيع هواتفها بسعر قريب من التكلفة وأنها تنوي جني الأرباح من الخدمات.
أنشأ إصدار الشركة من نظام تشغيل أندرويد وأنماط نظام تشغيل MIUI المرئية، ومتجر التطبيقات والوظائف، مجتمعًا من المستخدمين  يُشكِلون جُزءًا مُهمًا من قاعدة عملاء شاومي، ويساهمون في دفع الشركة للوعي بالسوق، ويُعدُّ هذا النظام البيئي مصدرًا هائلاً للإيرادات كما هو موضح في عام 2015 عندما وصلت المبيعات من المنصة إلى 750 مليون دولار.

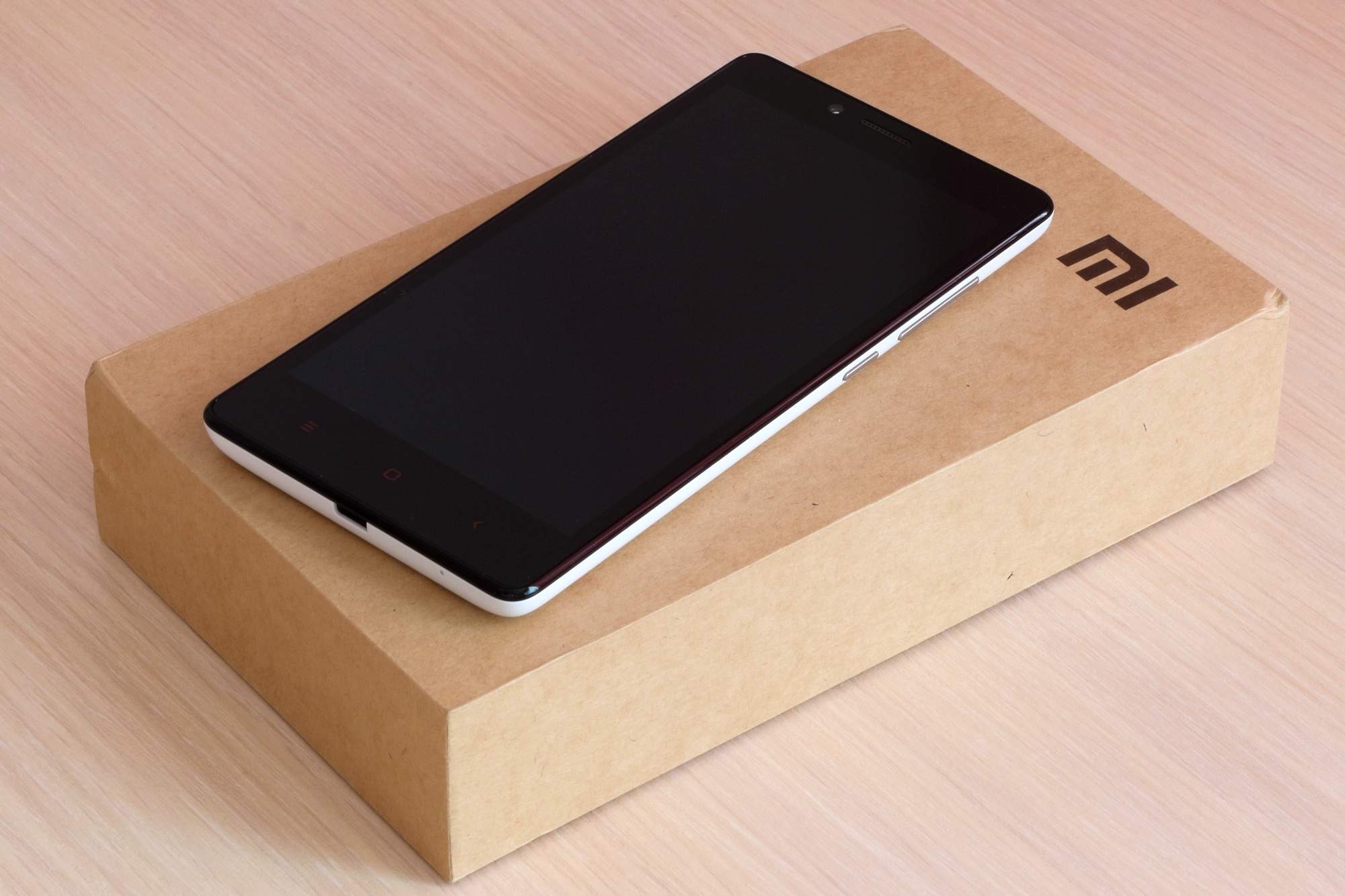
جهاز ريدمي نوت من شاومي

تركز الشركة على الهند التي تُعدّ ثاني أكبر سوق للهواتف الذكية فِي الْعَالم،  حيثُ أعلنت شركة شاومي في 2 مايو 2018 إطلاق خدمتي «مي ميوزك» و«مي فيديو» لتقديم «خدمات الإنترنت ذات القيمة المضافة» في الهند. وفي 22 مارس 2017 أعلنت شاومي عن خططها لإنشاء وحدة تصنيع ثانية في الهند بالشراكة مع شركة فوكسكون. وفي 7 أغسطس 2018 أعلنت شركة شاومي على مدونتها  أن «شركة هوليتك للتكنولوجيا المحدودة» أكبر مورد لشركة شاومي، ستستثمر نحو 200 مليون دولار على مدى ثلاث سنوات لإنشاء مصنع رئيسي جديد في الهند.
في عام 2019 بدأت شاومي في بيع سلع بسيطة مثل النظارات الشمسيَّة والقبعات والوسائد وصناديق الغداء الزجاجيَّة والأكواب والحقائب وحقائب الظهر والأمتعة والمفكات والمظلات. وفي أبريل 2019 اكتشف الباحُثون في تشك بوينت «ثغرة أمنية» في تطبيقات هاتف شاومي،  حيثُ تأتي مثبتة مسبقًا.
في عام 2019 أعلنت الشركة إطلاقها أكثر من عشرة هواتف في 2020 تدعم الجيل الخامس منها هاتفي «مي 10» و«مي 10 برو». وفي مارس 2020 عرضت شركة شاومي شاحن لاسلكي جديد بقوة 40 واط قادر على شحن هاتف ذكي بالكامل ببطارية «4000 مللي أمبير» خِلال 40 دقيقة.
في ديسمبر 2020 تعاونت شاومي مع المصور الحائز على جوائز ستيف ماكوري لتعزيز قدرات التصوير الفوتوغرافي لهاتف «مي 10 تي برو»، وتتميّز حملة العلَّأمة التجاريَّة "My Unsung Hero" بصور تم التقاطها بهاتف «مي 10 تي برو».

## الاستقبال

### الخلافات

#### انتهاك رخصة جنو العمومية
لَم تمتثل شاومي لشروط اِستِخدام رخصة جنو العمومية، الَّتِي تتطلب مِن شاومي توزيع الكود المصدري الكَامِل لنواة أندرويد، وَلَم تلتزم شاومي بذَلِك، حيث تعمل عَلَى تأخير هذه الإصدارات بشكل غير معقول، وتَنتَهِكَ قانون الملكية الفكرية في دَولَةِ الصين عضوة للويبو. انتقد مطور أندرويد البارز «فرانسيسكو فرانكو» علنًا سلوك شاومي بَعدَ التأخير المتكرر في إصدار كود مصدر نواة لينكس،  وقالت شاومي في عام 2013 أنها ستصدر كود نواة لينكس المصدري،  كود مصدر نواة لينكس متاح عَلَى مَوقِعِ غيت هاب.

#### مقارنة مع شركة أبل
وجد مراجعون بأن بعض هواتف وأجهزة شاومي اللوحية مشابهة لمظهر أجهزة أبل،  ويصف بعضهم إستراتيجية شاومي التسويقية أحيانًا بأنها «عبادة أبل». ويُذكر أن رَئِيسَ مَجلِسِ إِدَارَةَ شاومي ومديرها التنفيذي لي جون قرأ كتاب عَن ستيف جوبز أَثناء دراسته في الكلية،  وقام بتقليد صورة ستيف جوبز بلباسه الجينز وقمصانه الداكنة بعناية،  واستخدم أسلوب إعلان جوبز في إعلانات منتجات شاومي السَّابِقَةِ.
في عام 2012 قيل أن الشركة تزيّف فلسفة أبل وعقليتها،  وَفِي عام 2013 ناقش نُقاد مدى ابتكار منتجات شاومي،  وأشاروا إلى أن ابتكاراتها مجرد علاقات عامة جَيِدَة، فيما يشير آخرون إلى تميزها في قدرتها عَلَى تخصيص البرنامج بناءً عَلَى تفضيلات المستخدم عبر اِستِخدام نظام أندرويد.

#### إدارة الدولة للإذاعة والسينما والتلفزيون
في نوفمبر 2012 توقف "جهاز فك التشفير [الإنجليزية] الذكي" الَّذِي تنتجه شاومي عَن العَمَل بَعدَ أسبوع وَاحِد مِن إطلاقه، بَعدَ تعارضة مَعَ لوائح مُنَظَّم وَسَائِل الإعلام الرئيسي في الصين «إِدَارَةَ الدَّولَةِ للإذاعة والسينما والتلفزيون»،  وتم حَلِ المشكلات والتعارضات في يناير 2013.

#### هوجو بارا
في أغسطس 2013 أَعلَنَت شاومي أنَّها ستوظف هوجو بارا الَّذِي كانَ نائب رَئِيسَ إِدَارَةَ منتجات منصة أندرويد في جوجل. وقال هوجو بارا أنَّهُ أجرى محادثات مَعَ شاومي لأكثر مِن عام قَبلَ الإعلان عَن هذه الخطوة،  حيثُ عُين نائباً لرئيس شاومي لتوسيع الشركة خارج الصين القارية، وتُعتبر شاومي أول شركة هواتف ذكية تصطاد موظفًا كبيرًا مِن فريق أندرويد في جوجل. وسيعمل هوجو بارا عَلَى مُسَاعَدَةِ شاومي عَلَى النمُو دوليًا. ولاحقاً في يناير 2017 استقال بارا مِن شاومي وأنظم إِلَى فيسبوك وعين في منصب نائب الرَّئِيس للواقع الافتراضي.

#### مخاوف الخصوصية وسرقة البيانات المزعومة
تَقوم خِدمَة التخزين السحابي «شاومي مي كلاود» بتخزين بيانات المستخدمين في خوادمها الموجودة في الصين، وتُلزم الحكومة الصينية الشركات بِمُشَارَكَةِ كَافَّة البيانات معها بموجب قانون أمن الإنترنت الصيني وقانون الاستخبارات الوطنية. ورد في عدة تقاريرِ بأن الخِدمَةِ السحابية في أجهزة شاومي ترسل بعض البيانات الخاصة إِلَى خوادم شاومي مِثل سجل المكالمات ومعلومات الاتصال، وَبَعدَهَا أصدرت شاومي تحديث يجعل التخزين السحابي اختياري.
في أكتوبر 2014 أعلنت شاومي أنها تجهز خوادم خارج الصين لبيانات المستخدمين مِن خارج الصين للامتثال للوائح وقَوَانِينِ الدُّوَلِ الأخرى،  وَفِي الشهر ذاته أصدرت القوات الجوية الهندية تحذيرًا مِن هواتف شاومي، وقالت أنها تُشكل تهديدًا وطنيًا حيث تَقوم بإرسال بيانات المستخدمين إِلَى وكالة تَابِعَة للحكومة الصينية.
في 30 أبريل 2020 أفادت مجلة فوربس أن شاومي تتعقب بشكل واسع اِستِخدام المتصفحات في أجهزتها، والتصفح الخفي، وبيانات الهاتف والتنقل، فيما رفضت شاومي هذه الادعاءات وأكدت بأن ذَلِك مرتبط بإعدادات المستخدمين وموافقتهم عَلَى مشاركة البيانات،  وقالت شاومي بأن بيانات إحصائيات الاستخدام المجمعة تستخدم للتحليل الداخلي، وأنها لَا تتضمن أي معلومات تعريف شخصية. ولكن كاتب التقرير «غابرييل سيرليج» أكد وُجُودِ نص برمجي خاصّ بتتبع نشاط التصفح الخفي، ولاحقًا أضافت شاومي خيارًا لإيقاف تتبع المَعلُومَاتِ عِندَ اِستِخدام متصفحها في وضع التصفح المتخفي.

#### أرقام المبيعات
حققت لجنة التجارة العادلة التايوانية [الإنجليزية] في أرقام المبيعات ووجدت أن مبيعات شاومي مِن الأجهزة الذكية أقل مِن الأرقام الَّتِي أعلنتها،  حيث حققت في فِي ديسمبر 2014 في ثلاث مبيعات أدعت شاومي أنها باعت 10 ألف هاتف في عمليتي بيع و8 ألف هاتف في العملية الثالثة، وحينما حققت لَجنَةِ التِجَارَةِ العادلة في ذَلِك وجدت أن شاومي باعت 9339 جهاز في العملية الأولى، و9492 في الثانية، و7389 في الثالثة. ووجدت اللَّجنَةِ أن شاومي أعطت 1750 أولوية لأشخاص يمكنهم تَقديم طلباتهم دُونَ الانتظار إِلَى أن يحين دورهم في المبيعات، وفرضت عَلَى شاومي غرامة بلغت 600 ألف دولار تايواني جَدِيد.

#### حظر مؤقت في الهند
في 9 ديسمبر 2014 أمرت المحكمة العليا في دلهي بحظر استيراد وبيع منتجات شاومي في الهند، بعدَ شكوى قدمتها شركة إريكسون تتعلق بانتهاك براءة اختراعها المرخصة بموجب ترخيص عادل ومعقول وَغيرِ تمييزي،  وَفِي 16 ديسمبر سمحت المحكمة العليا لِشَرِكَة شاومي ببيع أجهزتها الَّتِي تعمل عَلَى معالج كوالكوم حتَّى 8 يناير 2015. وَبَعدَهَا عرضت شاومي مبيعات مختلفة عَلَى فليبكارت،  ولاحقاً مدد أحد القضاة الأمر المؤقت وسمح لِشَرِكَة شاومي بمُوَاصَلَةِ بيع الهواتف القَائِمَةِ عَلَى شرائح كوالكوم حتَّى مارس 2018.
في 27 يونيو 2020 انتقدَ اتِحاد جَمِيعَ تجَّار الهند (CAIT) نائب الرَّئِيس العالميّ لِشَرِكَة شاومي والمدير العام لِشَرِكَة شاومي «إنديا مانو كومار جاين» لعدم احترامهم لمشاعر المُواطنين الهنود بعدَ أن قال إن حملة مقاطعة المُنتجات الصينيَّة كَانَت نتيجة عقلية القطيع.

#### العُقُوبات الأمريكيَّة
في يناير 2021 صَنَّفت حكومة الوَلاَياتِ المتَّحدة شاومي بأنَّها شركة «مَملُوكَة أَو خاضعة لسيطرة جيش التحرير الشعبي»، ومنعت الشركات الأمريكيَّة وَالأَفرَاد الأمريكيّون مِن الاِستِثمَارِ فِيهَا. فيمَا نفت شاومي هذه المزاعم وقالت أن منتجاتها وخدماتها ذَات اِستِخدام مدني وتجاري،  وأَعلَنَت شاومي لجوءها إِلَى محكمة العاصمة الأمِريكِيّة للطعن في قرار إِدَارَةَ الرَّئِيس السَّابِقَ دونالد ترامب الَّذِي وضعها عَلَى قَائِمَة سوداء، وتراجعت أسهم شاومي في بورصة هونغ كونغ إثر القَرَارِ الأمريكي.

## وصلات خارجية
- الموقع الرسمي